# European League of Football
Die European League of Football (ELF) ist eine europäische Liga für American Football. An der laufenden Saison 2025 nehmen 16 Mannschaften aus neun Nationen teil.
Die im November 2020 gegründete Liga spielt größtenteils nach den Regeln der US-amerikanischen National Football League (NFL). Sie basiert auf dem Franchisesystem, die teilnehmenden Teams sind als Kapitalgesellschaften organisiert, die Lizenznehmer der Liga sind. Die ELF-Ligagesellschaft hat ihren Sitz in Hamburg, Commissioner ist Patrick Esume. Gemeinsam CEO sind Zeljko Karajica und Ingo Schiller.
Die aktuelle Saison begann am 17. Mai 2025 und endet mit dem Finale am 7. September 2025 in Stuttgart. In den ersten vier Spielzeiten hießen die Meister Frankfurt Galaxy (2021), Vienna Vikings (2022) und Rhein Fire (2023 und 2024). Die Namen der Teams wurden teilweise von der früheren NFL Europe übernommen.
TV-Partner in Deutschland ist die ProSiebenSat.1-Gruppe, der Vertrag wurde Anfang 2022 bis Ende 2026 verlängert. Wöchentlich werden zwei Spiele bei ProSieben Maxx übertragen, dazu kommt ein Spiel bei ran.de sowie über die Streamingplattform Joyn. Die Playoffs werden bei ProSieben gezeigt. In Österreich werden die Spiele von Puls24 übertragen. Über den ELF Game Pass sind alle Spiele live und zeitversetzt verfügbar. Daneben besteht die Möglichkeit, über Sportworld einzelne Spiele per Pay-per-View zu sehen.

## Geschichte
| Datum          | Spielort                            | Zuschauer | Sieger           | Finalist           | Ergebnis | MVP                                   |
| -------------- | ----------------------------------- | --------- | ---------------- | ------------------ | -------- | ------------------------------------- |
| 26. Sept. 2021 | Merkur Spiel-Arena, Düsseldorf      | 22.000    | Frankfurt Galaxy | Hamburg Sea Devils | 32:30    | Jakeb Sullivan (QB, Frankfurt Galaxy) |
| 25. Sept. 2022 | Wörthersee Stadion, Klagenfurt      | 14.566    | Vienna Vikings   | Hamburg Sea Devils | 27:15    | Kimi Linnainmaa (WR, Vienna Vikings)  |
| 24. Sept. 2023 | Schauinsland-Reisen-Arena, Duisburg | 31.500    | Rhein Fire       | Stuttgart Surge    | 53:34    | Jadrian Clark (QB, Rhein Fire)        |
| 22. Sept. 2024 | Veltins-Arena, Gelsenkirchen        | 41.364    | Rhein Fire       | Vienna Vikings     | 51:20    | Jadrian Clark (QB, Rhein Fire)        |
| 7. Sept. 2025  | MHP Arena, Stuttgart                |           |                  |                    |          |                                       |

Die Gründung der ELF wurde am 4. November 2020 durch Patrick Esume, bekannt unter anderem als TV-Kommentator für ran Football, und den Sportmanager Zeljko Karajica bekanntgegeben. Bereits zuvor hatte Esume den deutschen Verband AFVD mehrfach kritisiert, das Fanpotential in Deutschland nicht zu nutzen. Seit 2018 hatte eine Gruppe um Esume versucht, eine professionalisierte Struktur für American Football in Deutschland und Europa zu etablieren.
Trotz der andauernden COVID-19-Pandemie wurde innerhalb von acht Monaten eine Liga mit acht Mannschaften auf die Beine gestellt. Am 19. Juni 2021 fand in Wroclaw der erste Kickoff der ELF statt. Die gastgebenden Panthers besiegten die Cologne Centurions mit 55:39. Mit nur einer Niederlage in den zehn Spielen der regulären Saison setzten sich die Frankfurt Galaxy in der Division South durch und besiegten im Halbfinale den Divisionsrivalen Cologne Centurions. Die Division North gewannen die Hamburg Sea Devils, die sich im Halbfinale gegen den Divisionsgegner Panthers Wrocław durchsetzten. Am 26. September 2021 fand das erste Finale der ELF vor 22.000 Zuschauern in der Merkur Spiel-Arena in Düsseldorf statt. In einem engen Spiel setzte sich Frankfurt Galaxy mit 32:30 gegen Hamburg Sea Devils durch. Eine Woche später fand ein All-Star-Game zwischen den ELF-All-Stars und einer US-Auswahl statt.
In der Saison 2022 gehörten die zwei österreichischen Expansionsteams, Vienna Vikings und Raiders Tirol, auf Anhieb zu den stärksten Teams der Liga. Die Vikings gewannen mit zehn Siegen und zwei Niederlagen die Central Conference, die Raiders Tirol qualifizierten sich mit 8–4 als bester Conference-Zweiter für die Play-offs. Überraschend stark waren die Barcelona Dragons, die mit 8–4 die Southern Conference gewannen. Die Vorjahresfinalisten Hamburg Sea Devils waren das beste Team der Regular Season und gewannen die Northern Conference. Nach einem 39:12 im Halbfinale gegen die Dragons entschieden die Vienna Vikings auch das Championship Game 2022 gegen die Sea Devils mit 27:15 für sich.
Am ersten Wochenende der Saison 2023 stellte Rhein Fire im Deutschland-Derby gegen Frankfurt Galaxy mit 12665 Zuschauern einen neuen Zuschauerrekord für die reguläre Saison auf. Der Rekord wurde am zweiten Spieltag von den Hamburg Sea Devils gebrochen, die erstmals ein Spiel im Volksparkstadion (Kapazität 57.000) austrugen. Zum Spiel gegen Rhein Fire kamen 32.500 Zuschauer. Die Regular Season wurde von Rhein Fire in der Western Conference und den Vienna Vikings in der Eastern Conference dominiert. Stuttgart Surge konnte sich unter dem neuen Head Coach Neuman die Central Conference sichern. Für die auf sechs Teilnehmer erweiterten Playoffs konnten sich außerdem Frankfurt Galaxy, Panthers Wroclaw und erstmals Berlin Thunder qualifizieren. In der erstmals ausgetragenen Wild Card Round konnten Frankfurt gegen Berlin und Stuttgart gegen Wroclaw jeweils den Heimvorteil nutzen. Ebenso setzte sich Rhein Fire im Halbfinale im eigenen Stadion gegen Frankfurt Galaxy durch. Gegner im Finale war Stuttgart Surge, die mit dem 40:33 den Vienna Vikings die erste Heimniederlage in der ELF beibringen konnten. Das Finale konnte Rhein Fire mit 53:34 für sich entscheiden. Damit schlossen die Düsseldorfer eine perfekte Saison ab. Im Vorfeld des Championship Games fand ein Flag-Football-Spiel mit Prominenten zu Gunsten von Viva con Agua statt.
In der Saison 2024 spielten einzelne Teams in größeren Stadien. So trugen die Cologne Centurions vier Heimspiele im Tivoli in Aachen mit einer Zuschauerkapazität von 32.000 aus, die Panthers Wroclaw in der Tarczyński Arena mit einer Kapazität von 45.105 und die Munich Ravens spielten im Max-Morlock-Stadion Nürnberg mit einer Kapazität von 44.308. Die Hamburg Sea Devils spielten nicht mehr im angestammten Stadion Hoheluft, sondern in verschiedenen größeren Fußballstadien in Norddeutschland, unter anderem wie bereits im Vorjahr im Hamburger Volksparkstadion. Neben dem Bestreben der Liga, langfristig in größeren Arenen vertreten zu sein, war ein Grund auch die Fußball-Europameisterschaft 2024 in Deutschland, durch die mehrere ELF-Stadien belegt waren. Sportlich überraschte in der Saison 2024 das Expansionsteam aus Madrid. Mit 22:10 schlug man im zweiten Spiel den amtierenden Meister Rhein Fire und zog schließlich auch in die Play-offs ein. Nach der Niederlage stabilisierte sich Fire aber wieder und gewann ohne weitere Niederlage erneut die Western Conference. Auch die anderen Conferences wurden von den Vorjahressiegern gewonnen: Die Vienna Vikings im Osten ohne Niederlage, Stuttgart Surge in der Central Conference mit nur einer Niederlage gegen die Raiders Tirol. Die Tiroler verspielten allerdings am letzten Spieltag gegen die Munich Ravens wie im Vorjahr den Play-Off-Einzug. Die Ravens zogen ebenso wie die Paris Musketeers in ihrem zweiten Jahr in die Play-offs ein. In der Wild-Card-Runde standen sich Paris und München gegenüber. In einem Spiel mit zehn Führungswechseln konnten sich schlussendlich die Musketeers durchsetzen. Im anderen Wild-Card-Spiel revanchierte sich Rhein Fire für die Niederlage in der regulären Saison gegen die Bravos. Im Halbfinale traf Fire in der Wiederholung des Vorjahresfinales auf Stuttgart Surge. Surge sah lange wie der Sieger aus, doch Rhein Fire konnte kurz vor Schluss ausgleichen und sich schließlich in der Verlängerung durchsetzen. Finalgegner wurden die Vienna Vikings, die sich mit 47:31 gegen Paris durchsetzen. Im Finale standen sich damit die Meister der beiden vorherigen Spielzeiten gegenüber. Rhein Fire konnte dabei vor 41.364 Zuschauern in der Arena auf Schalke den Titel vereidigen.
In der Saison 2025 ist das Team Nordic Storm aus Kopenhagen neu in der Liga. Barcelona schied aus der Liga aus, während Mailand in der Saison 2025 pausiert. Das ELF Championship Game 2025 findet in der MHPArena in Stuttgart statt. Nordic Storm holte unter anderem Quarterback Jadrian Clark und Runningback Glen Toonga – der sich jedoch früh in der Saison verletzte – und Coach John Shoop vom Meister Rhein Fire. In den neu zusammen gesetzten Divisionen holte sich Storm den Sieg der Division North vor Rhein Fire. Im Osten gewann erneut die Vienna Vikings. Überraschend stark zeigten sich dort die Prague Lions, die in den beiden Jahren zuvor nur einen Sieg erringen konnten. Die Division South gewannen die Munich Ravens mit dem jungen QB Russel Tabor. 
Während der Saison gründete sich die European Football Alliance (EFA) als Vertretung von anfangs acht ELF-Franchises. Die EFA kritisierte Intransparenz in der Liga und drohte die Gründung einer eigenen Liga an. In der Folge erklärte Commissioner Patrick Esume seinen Rücktritt zum Saisonende, auf Grund von Uneinigkeit mit der Ligenführung über den zukünftigen Kurs der Liga. Schließlich erklärte auch CEO Zeljko Karajica seinen Rückzug zum Saisonende. Sein Nachfolger ist Ingo Schiller, bis Saisonende fungieren beide als Co-CEO.

## Mannschaften
| Nordic Storm |

| Hamburg Sea Devils |

| Berlin Thunder |

| Rhein Fire |

| Frankfurt Galaxy |

| Cologne Centurions |

| Stuttgart Surge |

| Paris Musketeers |

| Panthers Wrocław |

| Vienna Vikings |

| Fehérvár Enthroners |

| Prague Lions |

| Raiders Tirol |

| Helvetic Mercenaries |

| Munich Ravens |

| Madrid Bravos |

### Entwicklung
| Saison | Teams | Länder |
| ------ | ----- | ------ |
| 2021   | 08    | 03     |
| 2022   | 12    | 05     |
| 2023   | 17    | 09     |
| 2024   | 17    | 09     |
| 2025   | 16    | 09     |

Bei den ersten Vorstellungen der Liga wurden für die erste Saison acht Mannschaften angekündigt, sechs aus Deutschland (Hamburg, Berlin, Frankfurt, Stuttgart, Ingolstadt und Hildesheim/Hannover) und eine aus Polen (Panthers Wrocław), ein weiterer Platz blieb vorerst noch offen. Angekündigt war zudem mittelfristig die Erweiterung der Liga auf 24 Mannschaften aus 15 europäischen Ländern. Als mögliche zukünftige Standorte wurden unter anderem London, Frankreich, Österreich, Amsterdam, Kopenhagen, Stockholm, Istanbul, Norwegen und Finnland genannt. Weitere potentielle Standorte seien Mailand, Bukarest und Sofia.
Im Dezember 2020 wurden mit den German Knights 1367 Niedersachsen (in Hildesheim bzw. Hannover) und den Ingolstadt Praetorians die ersten Teams vorgestellt. Kurz darauf kam Gladiators Football aus der Nähe von Barcelona hinzu. Im März 2021 gab die ELF bekannt, dass sie die Namensrechte an den Teams der ehemaligen NFL Europe erhalten hatte, die von den Teams aus Berlin (Thunder), Frankfurt (Galaxy), Hamburg (Sea Devils) und Barcelona (Dragons) übernommen wurden. Im selben Monat wurden die Verhandlungen mit den Franchises in Ingolstadt, Hildesheim/Hannover und Berlin beendet, als Ersatz wurden eine neue Organisation in Berlin sowie Teams in Köln und Leipzig vorgestellt. Die Saison startete also mit acht Mannschaften, sechs aus Deutschland sowie je eine aus Polen und Spanien.
Anfang September 2021 wurden erste Hinweise auf neue Teams für die zweite Saison bekannt. Für die Saison 2022 wurden 12 bis 16 Teams angekündigt. Am 12. September gaben die Vienna Vikings aus Wien in einer Pressekonferenz ihr Interesse am Einstieg in die ELF bekannt. Auch der österreichische Rivale Raiders Tirol bestätigte vor dem ersten ELF-Finale den Einstieg in die Liga. Am selben Tag wurde mit Rhein Fire aus Düsseldorf ein weiteres neues Team vorgestellt, das den Namen eines ehemaligen Teams der NFL Europa übernahm. Mit dem am 15. Oktober 2021 vorgestellten Istanbul Rams wurde das Teilnehmerfeld von zwölf Mannschaften für die Saison 2022 komplettiert.
Im April 2022 gaben die Milano Seamen ihr Interesse an einem Einstieg in die ELF bekannt. Am 13. Mai wurden neue Franchises aus Mailand, Zürich und Székesfehérvár für die Saison 2023 vorgestellt. Dazu kamen am 3. August 2022 München sowie kurz vor dem Finale 2022 Paris und Prag. Am 16. Dezember 2022 kündigten die Istanbul Rams an, in der Saison 2023 nicht in der ELF anzutreten. Die Saison 2023 startete damit mit 17 Mannschaften aus neun Ländern. Die Leipzig Kings gaben am 27. Juni 2023 bekannt, dass sie sich in einer wirtschaftlich angespannten Situation befänden. Am 10. Juli 2023 gaben sie ihren Rückzug aus der laufenden Saison 2023 bekannt, die Liga bestätige am 12. Juli 2023 den Entzug der Lizenz.
Im Vorfeld der Saison 2023 wurde Madrid als weiterer Standort ab der Saison 2024 angekündigt. Am 26. September 2023 präsentierte das Franchise den Namen Madrid Bravos sowie Logo und Farben. Am 2. Oktober 2023 bestätigte die Liga das Teilnehmerfeld für die Saison 2024 mit 17 Mannschaften. Anfang April 2024 wurde die Helvetic Guards gegen die Helvetic Mercenaries ausgetauscht. Am 21. September 2024 wurde Nordic Storm als Expansionsteam für die Saison 2025 vorgestellt. Das Team spielt im dänischen Kopenhagen, versteht sich aber auch als Vertretung des benachbarten schwedischen Malmö. Am 4. Dezember 2024 gab die Liga das Ausscheiden der Barcelona Dragons sowie ein Pausieren der Milano Seamen bekannt.
Weitere Expansionsteams seien geplant, auch die Rückkehr an den Standort Leipzig sei möglich. Als mögliche Standorte für weitere Franchises wurden von Seiten der Verantwortlichen der Liga immer wieder konkret London genannt. In Amsterdam gibt es Investoren, die ein Team unter dem Namen der ehemaligen NFL-Europe-Mannschaft Amsterdam Admirals in die ELF bringen wollen. Laut einem Bericht des Guardians plant der neue Investor des Fußball-Drittligisten Leyton Orient eine ELF-Franchise in London.

### Aktuelle Teilnehmer
| Franchise            | Standort          | In der Liga seit | Division | Aktuelles Stadion                  | Kapazität     | Eigentümer/Geschäftsführer |
| -------------------- | ----------------- | ---------------- | -------- | ---------------------------------- | ------------- | --- |
| Berlin Thunder       | Berlin            | 2021             | North    | Preussenstadion                    | 03.000        | FBG Football Berlin GmbH. General Manager Rasheed Moka. Eigentümer Ronny Boldt, Thomas Ebeling, Henry Klemm, Till Grönemeyer                                                               |
| Cologne Centurions   | Köln              | 2021             | West     | Südstadion                         | 12.000        | CH Sport Betreiber GmbH, Eigentümer: Senad Mecavica |
| Fehérvár Enthroners  | Székesfehérvár    | 2023             | East     | First Field                        | 04.000        | GM Viktor Bóka |
| Frankfurt Galaxy     | Frankfurt am Main | 2021             | West     | PSD Bank Arena                     | 12.542        | B.G.A. Football Betriebs GmbH, Geschäftsführer Eric Reutemann. Eigentümer James McGoldrick, Jörg Zirener, Zeitfracht Gruppe, Eric Reutemann, David Knower, Christopher Knower und weitere. |
| Hamburg Sea Devils   | Hamburg           | 2021             | North    | Stadion Hoheluft                   | 08.000        | SEH Football Betreiber GmbH. General Manager Mark Weitz |
| Helvetic Mercenaries | Zürich            | 2024             | South    | Lidl Arena Wil                     | 03.500        | Moor Lifestyle Group, GM Sandro Moor |
| Madrid Bravos        | Madrid            | 2024             | South    | Estadio Vallehermoso               | 10.000        | Marlos Sports 2022 SL, Geschäftsführer Jaime Manuel Martin Lostao, Jose Pablo Martin Lostao                                                                                                |
| Munich Ravens        | München           | 2023             | South    | Sportpark Unterhaching             | 15.053        | München American Football Holding GmbH; Eigentümer: Thomas Krohne |
| Nordic Storm         | Kopenhagen        | 2025             | North    | Gladsaxe Stadion Søborg            | 13.507        | Nordic Storm ApS, Eigentümer Michael Planeta; GM Palle Navntoft Christensen |
| Panthers Wrocław     | Breslau           | 2021             | East     | Stadion Olimpijski we Wroclawiu    | 11.000        | Panthers Wrocław sp. z.o.o., Eigentümer Dawid Mateusz Tarczyński |
| Paris Musketeers     | Paris             | 2023             | West     | Stade Robert-Bobin, Bondoufle      | 18.850        | Les Mousquetaires de Paris, Präsident: John McKeon, GM Sebastian Stolz |
| Prague Lions         | Prag              | 2023             | East     | Stadion FK Viktoria Žižkov         | 05.600        | Prague Lions American Football Club s.r.o. Eigentümer und General Manager: Mason Parker |
| Raiders Tirol        | Innsbruck         | 2022             | South    | Tivoli Stadion Tirol               | 16.008        | American Sports GmbH, Eigentümer AFC Swarco Raiders Tirol, Geschäftsführer Markus Wieser, General Manager Ulz Daeuber                                                                      |
| Rhein Fire           | Düsseldorf        | 2022             | North    | Schauinsland-Reisen-Arena Duisburg | 31.500        | Number One Sportbetriebs GmbH, Geschäftsführer und General Manager Max Paatz |
| Stuttgart Surge      | Stuttgart         | 2021             | West     | Gazi-Stadion auf der Waldau        | 11.468        | American Football Club Stuttgart GmbH, Geschäftsführer Suni Musa, Eigentümer Erwin Schmidt, Martin Schmidt, Jakob Johnson, Steffen Korinth                                                 |
| Vienna Vikings       | Wien              | 2022             | East     | Generali Arena/Stadion Hohe Warte  | 15.014/04.500 | Football AFC Betriebs GmbH; GM Lukas Leitner; Gesellschafter AFC Dacia Vienna Vikings (13,6 %), Robin Lumsden (55 %), Constantin Burkheiser (23,7 %) und Markus Kraetschmer (7,7 %)        |

### Ehemalige Teilnehmer
| Franchise         | Standort  | Spielzeiten               | Stadion                                                                                                  | Eigentümer/Geschäftsführer                                                                                           |
| ----------------- | --------- | ------------------------- | --- | --- |
| Istanbul Rams     | Istanbul  | 2022                      | Maltepe Hasan Polat Stadion                                                                              | Koç Üniversitesi Spor Kulübü Derneği                                                                                 |
| Leipzig Kings     | Leipzig   | 2021–2023                 | Alfred-Kunze-Sportpark (2021) Bruno-Plache-Stadion (2022/23)                                             | Leipzig Football Betreiber GmbH, Gesellschafter Moritz Heisler (Geschäftsführer) und Marc Quoadt                     |
| Helvetic Guards   | Zürich    | 2023                      | Lidl Arena, Wil                                                                                          | Helvetic Guards GmbH, Eigentümer Jörg Behrendt, General Manager Toni Zöller                                          |
| Barcelona Dragons | Barcelona | 2021–2024                 | Estadi Municipal de Reus (2021/22) Estadi Olímpic de Terrassa (2023) Estadi Municipal de Badalona (2024) | Big Ten Football SL, Eigentümer Elite Sports Equity (Jason Robinson, Malcolm Smith, Marcelia Freeman, Martin Roache) |
| Milano Seamen     | Mailand   | 2023–2024 geplant ab 2026 | Velodromo Maspes-Vigorelli                                                                               | Marco Mutti, Paolo Mutti                                                                                             |

### Teamvereinigung
Anfang 2024 gründeten mehrere Teams die „ELF Franchise Association“. Ziel der Organisation war die Integrität der ELF zu schützen. Die Vereinigung setzt sich für Transparenz, Fairness und wirtschaftliche Nachhaltigkeit ein. Am 21. September 2024 entstand aus dieser Vereinigung die „Football Franchise Association“ (FFA). Mitglieder dieser Vereinigung sind Barcelona Dragons, Fehérvár Enthroners, Frankfurt Galaxy, Madrid Bravos, Milano Seamen, Paris Musketeers, Prague Lions, Raiders Tirol, Rhein Fire, Vienna Vikings und Wroclaw Panthers. Am 5. Juli 2025 wurde bekannt, dass die Teams Rhein Fire, Frankfurt Galaxy, Madrid Bravos, Paris Musketeers, Tirol Raiders, Vienna Vikings, Prague Lions und Wroclaw Panthers mit der Gründung der European Football Alliance (EFA) einen Schritt weiter gehen. Mit der Gründung der EFA wollen die Teams die Zukunft des American Footballs in Europa aktiv mitgestalten, unabhängig von der bisherigen Struktur der European League of Football. Insbesondere soll durch die Gründung das Mitspracherecht der Teams innerhalb der Liga gestärkt werden, gegebenenfalls halten die Teams auch die Gründung einer eigenen Liga für möglich. Bis Mitte August 2025 traten noch Nordic Storm, Stuttgart Surge und Berlin Thunder der EFA bei.

## Regeln

### Spielregeln
Die Spielregeln der European League of Football basieren auf denen der National Football League (NFL). Die meisten nationalen Ligen in Europa spielen dagegen nach modifizierten College-Football-Regeln. In einigen Punkten weichen die ELF-Regeln von jenen der NFL ab. So wird innerhalb der Overtime (Verlängerung bei unentschiedenem Endergebnis) die College-Football-Regel benutzt: es gibt keine Uhr und beide Mannschaften kommen mindestens einmal in Ballbesitz. In den Spielzeiten 2022 und 2024 galt eine geänderte Kick-Off-Regel. Die Regelung, die der Kickoff-Regel der (zweiten) XFL ähnelt, soll die Spieler schützen, indem Kollisionen in hohem Tempo vermieden werde. Sie wurde mit leichten Änderungen 2024 von der NFL übernommen. Mit dem ELF Championship Game 2021 wurde wie in der NFL der Videobeweis (Instant Replay) für alle Spiele eingeführt. Dabei kann das Coachingteam dabei pro Halbzeit bis zu zwei Entscheidungen der Schiedsrichter anfechten (Challenge).

### Kader
Jede Mannschaft besteht aus 65 Spielern (2022 noch 60) und einem Practice Squad mit bis zu zwölf (2022 noch zehn) Spielern, die bei Verletzungen im Kader in die Mannschaft aufgenommen werden können. Der Kader am Spieltag ist auf 46 Spieler begrenzt. Weitere Wechsel sind bis zur Woche neun der Saison, Anfang August möglich. Die Zahl der sogenannten A-Spieler aus Ländern mit College Football – USA, Kanada, Mexiko, Japan – ist auf vier begrenzt, davon dürfen zwei gleichzeitig auf dem Feld stehen. Die Anzahl weiterer internationaler Spieler ist auf sechs (2022: acht, 2021: zehn) begrenzt.
Der Rest des Kaders besteht aus so genannten Home-Grown-Spielern. Zu diesen wird ein Spieler gezählt, wenn er in dem Land begonnen hat American Football zu spielen, in dem er aktuell spielt. Für kleinere Nationen zählen ab der Saison 2025 auch Spieler aus ausgewählten angrenzenden Ländern als Home-Grown: Ukraine und die baltischen Länder für Polen, Rumänien und Serbien für Ungarn, die Slowakei für Tschechien, Schweden für Dänemark sowie Teile Norditaliens für die Schweiz und Österreich.
Es gilt zudem eine Salary-Cap-Regelung. Dabei gibt es Obergrenzen für drei „Töpfe“ von Spielern:
- Topf 1 umfasst acht Vollprofis (darunter die vier A-Spieler),
- Topf 2 umfasst vier weitere Spieler, die ein Teilzeitgehalt sowie Unterkunft erhalten, und die Spieler in
- Topf 3 erhalten zwischen 100 und 556 Euro.[76]

Alle Spieler aller Mannschaften werden in Euro bezahlt. Die genauen Summen des Salary Cap sind nicht bekannt, in der Saison 2022 wurde eine Gesamtsumme von etwa 150.000 Euro genannt.

### Saisonstruktur
Die Saison der ELF ist aufgeteilt in die Regular Season und die Play-offs. In den grob nach geographischen Kriterien eingeteilten Divisions spielt jede Mannschaft gegen jede andere Mannschaft ihrer Division zu Hause und auswärts. Dazu kommen Inter-Divisional-Spiele gegen einzelne Gegner anderer Divisions. Die Sieger der Divisions sowie die weiteren besten Mannschaften der regulären Saison qualifizieren sich für die Play-offs. Die Saison endet mit dem ELF Championship Game genannten Finale.
Die Zeit zwischen den Spielzeiten wird als Off-Season bezeichnet. Die sogenannte Pre-Season beginnt Ende April/Anfang Mai. Spätestens zu diesem Zeitpunkt stehen die Kader und die Teams können in Kaderstärke trainieren. Bis Anfang August können weitere Spieler verpflichtet werden. Danach können nur noch Spieler aus dem Practice Squad oder von der Verletztenliste aktiviert werden. Eine Ausnahme besteht für verletzte Quarterbacks.

#### Reguläre Saison
In der ersten Saison waren die acht Teams auf zwei Divisionen aufgeteilt – North und South. Jedes Team bestritt in der Regular Season zehn Spiele, verteilt über zwölf Spieltage. Dabei gab es mit jedem Team der eigenen Division je eine Hin- und eine Rückspielbegegnung. Darüber hinaus spielte jede Mannschaft gegen zwei Teams der anderen Division, je einmal zu Hause und einmal auswärts.
In der zweiten Saison wurden die zwölf Teams auf drei Conferences aufgeteilt. Jedes Team absolviert sechs Spiele gegen die Mannschaften der eigenen Conference sowie sechs Spiele gegen drei Mannschaften anderer Conferences. In den Spielzeiten 2023 und 2024 waren die 17 Team ebenfalls auf drei Conferences aufgeteilt. Neben den Spielen in der Conference spielten die Mannschaften zwei oder vier Interconference-Spiele.
Ab 2025 sind die 16 Teams in vier Divisionen, benannt nach den Himmelsrichtungen, mit jeweils vier Mannschaften aufgeteilt. Neben den sechs Spielen in der Division spielt jede Mannschaft zu Hause und Auswärts gegen jeweils eine Mannschaft jeder anderen Division.

#### Play-offs
In der ersten Saison qualifizierten sich die zwei besten Teams der jeweiligen Divisionen für die Playoffs und traten divisionintern gegeneinander an, wobei der Erste der Division Heimrecht hatte. In der zweiten Saison qualifizierten sich die drei Sieger der Conferences und die beste zweitplatzierte Mannschaft für die Playoffs. Im Halbfinale hatten die Mannschaften mit besseren Bilanzen Heimrecht.
In den Jahren 2023 und 2024 qualifizierten sich neben den drei Conference-Siegern die drei besten weiteren Mannschaften. Die beiden besten Conference-Sieger waren für das Halbfinale mit Heimrecht gesetzt, die restlichen vier Teilnehmer spielten in einer Wild-Card-Runde die weiteren Halbfinalisten aus. Ab 2025 qualifizieren sich die vier Sieger der Divisionen sowie zwei weitere Mannschaften. Wie bisher sind die zwei besten Divisionssieger für das Halbfinale gesetzt. Die zwei weiteren Divisionssieger haben Heimrecht in der Wild-Card-Runde.
Die Sieger der Halbfinalspiele ziehen in das ELF Championship Game auf neutralem Platz ein.

## Spielzeiten

### Divisionen und Platzierungen
| Team                 | 2021 | 2021 | 2022 | 2022 | 2023 | 2023 | 2024 | 2024 | 2025 | 2025 |
| -------------------- | ---- | ---- | ---- | ---- | ---- | ---- | ---- | ---- | ---- | ---- |
| Rhein Fire           |      |      | 2    | –    | 1    | M    | 1    | M    | 2    |      |
| Vienna Vikings       |      |      | 1    | M    | 1    | HF   | 1    | F    | 1    |      |
| Frankfurt Galaxy     | 1    | M    | 3    | –    | 2    | HF   | 5    | –    | 3    | –    |
| Hamburg Sea Devils   | 1    | F    | 1    | F    | 4    | –    | 6    | –    | 3    | –    |
| Stuttgart Surge      | 4    | –    | 4    | –    | 1    | F    | 1    | HF   | 1    |      |
| Panthers Wrocław     | 2    | HF   | 3    | –    | 3    | WC   | 2    | –    | 3    | –    |
| Barcelona Dragons    | 3    | –    | 1    | HF   | 5    | –    | 5    | –    |      |      |
| Raiders Tirol        |      |      | 2    | HF   | 2    | –    | 3    | –    | 3    | –    |
| Cologne Centurions   | 2    | HF   | 3    | –    | 5    | –    | 4    | –    | 4    | –    |
| Paris Musketeers     |      |      |      |      | 3    | –    | 2    | HF   | 2    | –    |
| Berlin Thunder       | 4    | –    | 2    | –    | 2    | WC   | 3    | –    | 4    | –    |
| Munich Ravens        |      |      |      |      | 3    | –    | 2    | WC   | 1    |      |
| Madrid Bravos        |      |      |      |      |      |      | 3    | WC   | 2    |      |
| Nordic Storm         |      |      |      |      |      |      |      |      | 1    |      |
| Leipzig Kings        | 3    | –    | 4    | –    | 5    | –    |      |      |      |      |
| Helvetic Guards      |      |      |      |      | 4    | –    |      |      |      |      |
| Fehérvár Enthroners  |      |      |      |      | 4    | –    | 4    | –    | 4    | –    |
| Istanbul Rams        |      |      | 4    | –    |      |      |      |      |      |      |
| Milano Seamen        |      |      |      |      | 6    | –    | 4    | –    |      |      |
| Prague Lions         |      |      |      |      | 6    | –    | 5    | –    | 2    | –    |
| Helvetic Mercenaries |      |      |      |      |      |      | 6    | –    | 4    | –    |

Linke Spalte: Platzierung in der Conference bzw. Division der regulären Saison, rechte Spalte: Meister bzw. ausgeschieden im Finale (F), Halbfinale (HF), Wild-Card-Runde (WC)

Division North/Northern Conference

Division South/Southern Conference

Division East/Eastern Conference

Division West/Western Conference

Central Conference

Keine Teilnahme

### Ewige Tabelle
|        | Team                 | Spiel- zeiten | Reguläre Saison | Reguläre Saison | Reguläre Saison | Reguläre Saison | Reguläre Saison | Reguläre Saison | Playoffs | Playoffs | Playoffs | Playoffs |
| Spiele | Team                 | Spiel- zeiten | Siege           | Niederl.        | SQ              | P+              | P–              | Qualif.         | WC       | HF       | CG       |          |
| ------ | -------------------- | ------------- | --------------- | --------------- | --------------- | --------------- | --------------- | --------------- | -------- | -------- | -------- | -------- |
| 1.     | Vienna Vikings       | 3             | 35              | 33              | 2               | 0.943           | 1176            | 554             | 3        |          | 2–1      | 1–1      |
| 2.     | Frankfurt Galaxy     | 4             | 46              | 31              | 15              | 0.674           | 1419            | 1009            | 2        | 1–0      | 1–1      | 1–0      |
| 3.     | Rhein Fire           | 3             | 36              | 30              | 6               | 0.833           | 1362            | 687             | 2        | 1–0      | 2–0      | 2–0      |
| 4.     | Hamburg Sea Devils   | 4             | 46              | 24              | 22              | 0.522           | 1171            | 1089            | 2        |          | 2–0      | 0–2      |
| 5.     | Raiders Tirol        | 3             | 36              | 24              | 12              | 0.667           | 1084            | 686             | 1        |          | 0–1      |          |
| 6.     | Panthers Wroclaw     | 4             | 45              | 24              | 21              | 0.533           | 1311            | 1073            | 2        | 0–1      | 0–1      |          |
| 7.     | Stuttgart Surge      | 4             | 46              | 23              | 23              | 0.500           | 1222            | 1222            | 2        | 1–0      | 1–1      | 0–1      |
| 8.     | Berlin Thunder       | 4             | 45              | 22              | 23              | 0.489           | 1266            | 1070            | 1        | 0–1      |          |          |
| 9.     | Paris Musketeers     | 2             | 24              | 16              | 8               | 0.667           | 727             | 519             | 1        | 1–0      | 0–1      |          |
| 10.    | Munich Ravens        | 2             | 24              | 16              | 8               | 0.667           | 959             | 529             | 1        | 0–1      |          |          |
| 11.    | Cologne Centurions   | 4             | 44              | 16              | 28              | 0.364           | 1078            | 1580            | 1        |          | 0–1      |          |
| 12.    | Barcelona Dragons    | 4             | 46              | 15              | 31              | 0.326           | 917             | 1475            | 1        |          | 0–1      |          |
| 13.    | Leipzig Kings        | 3             | 27              | 11              | 16              | 0.407           | 636             | 846             |          |          |          |          |
| 14.    | Madrid Bravos        | 1             | 12              | 8               | 4               | 0.667           | 411             | 204             | 1        | 0–1      |          |          |
| 15.    | Milano Seamen        | 2             | 24              | 6               | 18              | 0.250           | 536             | 899             |          |          |          |          |
| 16.    | Helvetic Guards      | 1             | 12              | 3               | 9               | 0.250           | 174             | 378             |          |          |          |          |
| 17.    | Fehervar Enthroners  | 2             | 22              | 3               | 19              | 0.136           | 304             | 822             |          |          |          |          |
| 18.    | Istanbul Rams        | 1             | 12              | 1               | 11              | 0.083           | 210             | 499             |          |          |          |          |
| 19.    | Helvetic Mercenaries | 1             | 12              | 1               | 11              | 0.083           | 185             | 438             |          |          |          |          |
| 20.    | Prague Lions         | 2             | 22              | 1               | 21              | 0.045           | 254             | 823             |          |          |          |          |

Reguläre Saison ohne gewertete Spiele. Stand nach der Saison 2024.

### Zuschauerzahlen
Den Rekord für die meisten Zuschauer in einem Regular-Season-Spiel halten seit 2023 die Hamburg Sea Devils mit 32.500 Zuschauern bei ihrem Spiel im Volksparkstadion gegen Rhein Fire. Die zweitmeisten Zuschauer (25.366) in der Regular Season besuchten die gleiche Begegnung in der darauffolgenden Saison 2024 ebenfalls im Volksparkstadion.

#### Schnitt in der Regular Season
| Franchise            | 2021  | 2022  | 2023  | 2024   |
| -------------------- | ----- | ----- | ----- | ------ |
| Barcelona Dragons    | 1.163 | 1.025 | 1.081 | 921    |
| Berlin Thunder       | 914   | 3.583 | 4.566 | 3.456  |
| Cologne Centurions   | 1.167 | 1.843 | 2.773 | 2.824  |
| Fehérvár Enthroners  | —     | —     | 1.760 | 1.560  |
| Frankfurt Galaxy     | 2.120 | 5.008 | 6.658 | 7.098  |
| Hamburg Sea Devils   | 1.653 | 3.581 | 8.164 | 9.277  |
| Helvetic Guards      | —     | —     | 2.260 | —      |
| Helvetic Mercenaries | —     | —     | —     | 1.028  |
| Istanbul Rams        | —     | 435   | —     | —      |
| Leipzig Kings        | 2.072 | 2.600 | 2.056 | —      |
| Madrid Bravos        | —     | —     | —     | 1.393  |
| Milano Seamen        | —     | —     | 1.100 | 824    |
| Munich Ravens        | —     | —     | 5.009 | 5.035  |
| Panthers Wrocław     | 3.600 | 2.344 | 2.550 | 5.992  |
| Paris Musketeers     | —     | —     | 4.043 | 3.454  |
| Prague Lions         | —     | —     | 904   | 638    |
| Raiders Tirol        | —     | 3.692 | 3.904 | 3.370  |
| Rhein Fire           | —     | 8.755 | 9.806 | 11.392 |
| Stuttgart Surge      | 1.429 | 2.084 | 3.901 | 4.251  |
| Vienna Vikings       | —     | 3.449 | 4.044 | 5.366  |
| Gesamt               | 1.803 | 3.200 | 3.955 | 3.992  |

#### Zuschauer gesamt
|                      | 2021   | 2022    | 2023    | 2024    | Gesamt    |
| -------------------- | ------ | ------- | ------- | ------- | --------- |
| Regular Season       | 68.504 | 230.391 | 367.842 | 407.217 | 1.073.954 |
| Play-offs und Finale | 26.200 | 18.624  | 60.789  | 68.021  | 173.634   |
| Gesamt               | 94.704 | 249.015 | 428.631 | 475.238 | 1.247.588 |

## Übertragungen und andere Produktionen
Die Liga produziert die Fernsehbilder aller Spiele selbst. Alle Spiele werden mindestens als Stream zur Verfügung gestellt. Seit der Saison 2023 geschieht die Produktion größtenteils cloudbasiert. Die Sports Video Group (SVG) zeichnete bei den jährlichen Sports Broadcasting Achievements die cloudbasierte TV-Produktion der Liga als „ground-breaking“ aus.

### Lineares Fernsehen und Stream
| Durchschnittliche Einschaltquoten übertragener Spiele in Deutschland |
| -------------------------------------------------------------------- |
| 200150100500142,8002021160,0002022130,0002023100,0002024             |
|                                                                      |
| Quelle: dwdl.de, quotenmeter.de                                      |

Seit der ersten Saison wurde wöchentlich in Deutschland ein Spiel live bei ProSieben Maxx gezeigt, ein weiteres per Stream auf ran.de. Der Vertrag mit der ProSiebenSat.1-Gruppe wurde im Januar 2023 bis Ende 2026 verlängert. Seit der Saison 2023 überträgt der Sender jeden Sonntag zwei Spiele. Das Finale wurde 2023 erstmals auf dem Hauptsender ProSieben gesendet, der seit 2024 alle Playoffs-Spiele zeigt. Über den Bezahldienst Joyn+ werden seit 2023 alle Spiele gesendet.
Weitere Spiele wurden von More Than Sports TV übertragen, der Sender zeigt zudem Spiele in Wiederholung, auch in der Offseason. Einzelne Spiele wurden in Zusammenarbeit mit lokalen Partnern wie z. B. der Rheinischen Post, kostenlos gestreamt.
In Österreich überträgt der ebenfalls zur ProSiebenSat.1-Gruppe gehörende Sender Puls 24 wöchentlich mindestens ein Spiel im linearen Fernsehen. Weitere Spiele werden per Stream über die Plattform Joyn.at, ehemals Zappn, verbreitet. In der die Saison 2024 übertrug der ORF auf seinem Sport-Spartenkanal ORF Sport+ drei Spiele der Österreichischen Teams.
In den Spielzeiten 2023 und 2024 übertrug TV24 in der Schweiz die Spiele des Schweizer Teams. In der Saison 2025 erfolgt aufgrund Terminschwierigkeiten keine Übertragung, obwohl der Vertrag noch bis 2026 läuft.
Polsat Sport zeigt seit 2022 alle Spiele der Wroclaw Panthers sowie das Championship Game. In Tschechien und der Slowakei ist der größte Pay-TV-Anbieter Oneplay (ehemals O2 TV) Übertragungspartner.

### Game Pass und Pay-per-View
Über den kostenpflichtigen ELF Game Pass stellt die Liga alle Spiele live und zeitversetzt zur Verfügung. Neben den Livespielen ist auch exklusiver Content wie die eigene Dokumentarserie Beyond the Huddle verfügbar. Seit der Saison 2024 wird unter dem Namen ELF Zone eine Konferenzschaltung ähnlich der NFL RedZone angeboten. Seit dem 1. Mai 2025 wird der ELF Game Pass exklusiv weltweit von DAZN vermarktet. Der Vertrag zwischen DAZN und ELF läuft bis 2032.
Ab 2025 können einzelne Spiele der Liga über die App Sportworld als Pay-per-View erworben werden.

### Andere Produktionen
Ab 2022 bestand mit European League of Football TV ein eigener Fernsehsender, der komplette Spiele in Wiederholung, Interviews sowie die European League of Football Show zeigte. Der inzwischen als ELF Fast Channel firmierender Sender ist über diverser Plattformen verfügbar.
Seit 7. Dezember 2023 wird die Show ELF Live über Twitch und Youtube ausgestrahlt. Moderatoren waren anfangs die ehemaligen Spieler Silas Nacita und Nick Alfieri. Nacita wurde inzwischen durch Matt Bressington ersetzt, einem britischen Scout.
Bereits in der ersten Saison wurde eine European League of Football Show produziert. Daneben gab es mehrere Versionen des ELF Podcasts und Youtube-Formate wie ELF Insights. Die Liga produzierte 2021 und 2022 in zwei Staffeln die Comedy-Serie Food-Balls mit Kasim Edebali in der Hauptrolle, der zu dieser Zeit auch für die Hamburg Sea Devils spielte. Die Serie ist über YouTube, ran.de und More Than Sports TV zu sehen.

### Dokumentationen
Mehrere Dokumentationen entstanden über die ELF und deren Mannschaften.
| Name                              | Thema                       | Veröffentlichung      | Folgen | Länge          | Anbieter      |
| --------------------------------- | --------------------------- | --------------------- | ------ | -------------- | ------------- |
| ELF: The Road to Glory            | ELF Gründung, 2021 und 2022 | 4. Juni 2023          | 1      | 27 Minuten     | Pro7maxx      |
| Come Back Stronger                | Stuttgart Surge 2022        | September 2023        | 6      | ca. 35 Minuten | Joyn          |
| Beyond the Huddle                 | ELF Saison 2023             | Dezember 2023         | 6      | ca. 30 Minuten | ELF Game Pass |
| Touchdown – Kampf um die Playoffs | Stuttgart Surge 2023        | Februar 2024          | 5      | ca. 30 Minuten | SWR           |
| Into The Endzone                  | Frankfurt Galaxy 2024       | Juli bis Oktober 2024 | 4      | ca. 45 Minuten | YouTube       |
| Into The Endzone                  | Frankfurt Galaxy 2025       | Seit Januar 2025      | 3+     | ca. 23 Minuten | YouTube       |

## Verhältnis zu anderen Ligen und nationalen Verbänden

### National Football League
| ELF              | NFL                | seit           |
| ---------------- | ------------------ | -------------- |
| Rhein Fire       | Seattle Seahawks   | September 2024 |
| Paris Musketeers | New Orleans Saints | Mai 2025       |

Im Vorfeld der ersten Saison erhielt die ELF von der National Football League (NFL) das Recht, die Teamnamen der früheren NFL Europe zu nutzen. So starteten 2021 fünf Mannschaften mit Namen früherer NFL-Europe-Teams, 2022 kam Rhein Fire hinzu.
Seit der Saison 2023 besteht eine Kooperation zwischen der ELF und dem International Player Pathway Program (IPPP) der NFL. Dieses Programm soll talentierte Spieler außerhalb der USA und Kanadas dabei unterstützen, einen Vertrag einer NFL-Franchise zu bekommen. Die Kooperation bestehe insbesondere daraus, dass die Verantwortlichen des IPPP eine Plattform erhalten, über welche ihnen Videomaterial von Spielen zur Verfügung gestellt wird.
In der Offseason 2024/25 kamen die ersten Kooperationsvereinbarungen zwischen Franchises der NFL und der ELF zustande. So arbeitet Rhein Fire seit September 2024 mit den Seattle Seahawks zusammen. Im Mai 2025 vereinbarten die New Orleans Saints und die Paris Musketeers eine Kooperation.
| Franchise           | Standort          | Kooperationspartner                                              | Liga         |
| ------------------- | ----------------- | ---------------------------------------------------------------- | ------------ |
| Berlin Thunder      | Berlin            | Berlin American Football Academy                                 | DFFL 3       |
| Fehérvár Enthroners | Székesfehérvár    | Fehérvár Enthroners Football Academy                             | AFL Div.1    |
| Frankfurt Galaxy    | Frankfurt am Main | Frankfurt Universe                                               | –            |
| Hamburg Sea Devils  | Hamburg           | SC Condor Hamburg (Flag Football)                                | –            |
| Madrid Bravos       | Madrid            | Las Rozas Black Demons, Madrid Osos Rivas und Coslada Camioneros | LNFA         |
| Panthers Wrocław    | Breslau           | Panthers Wrocław PFL                                             | PFL          |
| Prague Lions        | Prag              | Prague Lions 2                                                   | ČLAF 2. Liga |
| Raiders Tirol       | Innsbruck         | AFC Swarco Raiders Tirol                                         | AFL          |
| Rhein Fire          | Düsseldorf        | Düsseldorf Panther                                               | GFL          |
| Stuttgart Surge     | Stuttgart         | Stuttgart Scorpions                                              | Oberliga     |
| Vienna Vikings      | Wien              | AFC Vienna Vikings                                               | AFL          |

### Deutschland
Insbesondere die Verantwortlichen der deutschen American-Football-Liga GFL bzw. des Sportverbandes AFVD, der neben der GFL die Nachwuchs- und Breitensportligen betreibt, sahen in der ELF eine unerwünschte Konkurrenz. Die sechs ursprünglich geplanten deutschen Vertreter waren aus dem Umfeld der entsprechenden GFL-Vereine entstanden. Hildesheim und Ingolstadt meldeten kein Team für die GFL, jedoch scheiterten auch die Verhandlungen mit der ELF. An anderen Spielorten verweigerten die bestehenden GFL-Teams eine Zusammenarbeit mit den ELF-Mannschaften, zumal diese von AFVD-Seite untersagt wurde. So stimmten die Mitglieder der Stuttgart Scorpions gegen die Übernahme des Vereinsnamens durch die ELF-Franchise. Seitens der AFVD-Vereine wurde vor allem in der Anfangszeit die Abwerbung von Spielern beklagt. Da im American Football kein System von Ausbildungsentschädigungen existiert, und die Franchises der ELF keine systematische eigene Jugendarbeit betreiben, wird auch beklagt, dass die größtenteils ehrenamtliche Jugendarbeit der AFVD-Vereine ohne Gegenleistung genutzt werde. Der Einfluss von Wechseln zur ELF wurde von Fans der GFL-Teams teilweise als Wettbewerbsverzerrung beklagt. Andererseits verweist die ELF darauf, dass mit der ELF eine besser vermarktete und profitable europäische Football-Liga geschaffen werden soll. Hierbei hat die ELF durch die Kooperation mit der damals die NFL-Spiele übertragende Sendergruppe ProSiebenSat.1 Media Vorteile.
Durch den Wechsel an der Spitze des AFVD von Robert Huber, der dieses Amt seit 1997 innegehabt hatte, zu Fuad Merdanovic ergab sich auch ein weniger konfrontatives Verhältnis zwischen AFVD/GFL und ELF, sodass es Ende Februar 2023 zu einem ersten Treffen kam. Hierbei wurden Fragen der finanziellen Kompensation bei Spielerwechseln, das Freihalten einer „Länderspielpause“ und das weitere Vorgehen besprochen. Die Gespräche verliefen – wie beide Seiten betonten – in konstruktiver Atmosphäre. Im Januar 2024 beschlossen AFVD und ELF eine gemeinsame Spielertransferregelung. Demnach war ein Wechsel nur bis zum 1. März möglich. Danach bis zum Ende des ligaspezifischen Transferschlusses im August wird bei Wechsel eine Drei-Spiele-Sperre verhängt. Grundsätzlich muss die abgebende Mannschaft dem Wechsel zustimmen. Ende 2024 kündigte die ELF die Vereinbarung auf. Nach Angaben des ELF-Commissioners Esume hatten einzelne Landesverbände des AFVD die Kooperation mit der ELF blockiert. Zudem waren mehrere Trainer der Nationalmannschaft aufgrund ihrer Tätigkeit in der ELF entlassen worden, zuletzt der ehrenamtlich tätige Head Coach Shuan Fatah, nachdem er im Hauptberuf Head Coach der Hamburg Sea Devils wurde.
Inzwischen arbeiten die deutschen Franchises mit lokalen Vereinen zusammen. Im Januar 2024 stellten Rhein Fire und die Düsseldorf Panther das gemeinsame Flag-Football-Projekt Düsseldorf Firecats vor. Berlin Thunder startete mit einer Flag-Football-Mannschaft des Kooperationspartners Berlin American Football Academy in den Spielbetrieb. Stuttgart Surge schloss im April 2024 eine Kooperationsvereinbarung mit den Stuttgart Scorpions, die Nachwuchsarbeit und Coaching umfasst. Im Juni 2024 verständigten sich in Frankfurt Galaxy und Frankfurt Universe auf grundsätzliche Zusammenarbeit. Die Hamburg Sea Devils kooperieren seit Ende 2024 mit dem SC Condor Hamburg, auf dessen Gelände die Sea Devils auch trainieren. In München trainieren U20-Spieler der Munich Cowboys in der Offseason bei den Munich Ravens mit.

### Österreich
Michael Eschlböck, Präsident des österreichischen Verbands AFBÖ, kritisierte 2021 das Auftreten der ELF als „Heuschrecken“. Trotzdem einigte sich der AFBÖ mit den Vienna Vikings und den Raiders Tirol über die Teilnahme der beiden österreichischen Top-Clubs an der ELF. Beide Clubs stellen weiterhin auch Mannschaften in der höchsten nationalen Liga Austrian Football League.
Im August 2023 kritisierte AFBÖ-Präsident Eschlböck erneut die Liga. Insbesondere bezog er sich dabei auf die fehlende Kommunikation seitens der ELF mit nationalen Verbänden, auf die fehlende Jugendarbeit der meisten ELF-Teams, wodurch diese auf die Abwerbung aktiver Spieler angewiesen seien und darauf, dass die ELF sich bisher weigere, den Anti-Doping-Code der Welt-Anti-Doping-Agentur zu unterzeichnen. Allerdings arbeitet die ELF bereits seit der ersten Saison mit der Deutschen Nationalen Anti-Doping-Agentur zusammen.

### Andere Länder
Ende Juli 2021 gab der italienische American-Football-Verband FIDAF bekannt, dass alle Spieler der ELF von der Teilnahme an jeder italienischen Liga und der italienischen Nationalmannschaft ausgeschlossen werden. Als Begründung wurde angegeben, dass die ELF sich weder um Anerkennung durch die FIDAF noch durch die IFAF bemüht habe. Im April 2022 schlossen FIDAF und ELF eine vorläufige Vereinbarung über die Anerkennung der ELF durch den italienischen Verband und die Zusammenarbeit der beiden Organisationen. Dadurch wurde der Weg für den Einstieg italienischer Clubs in die ELF frei; konkret wurden die Milano Seamen ab der Saison 2023 in die ELF aufgenommen.
Die Madrid Bravos kooperieren seit ihrer Gründung mit den American-Football-Vereinen aus der Region Madrid, Las Rozas Black Demons, Osos Rivas und Coslada Camioneros.
Der schwedische Verband SWE3 warnte im November 2024 schwedische Spieler vor einem Engagement in der ELF. So würden die verbandseigenen Versicherungen nicht für Spiele in der ELF gelten, auf Grund angeblich fehlender Dopingproben sei zudem der Start der Spieler in der Nationalmannschaft gefährdet. Allerdings hatten bereits in den Jahren zuvor mehrere schwedische ELF-Spieler problemlos an Spielen der schwedischen Nationalmannschaft teilgenommen.
Die ELF ist seit Juli 2021 mit dem International Federation of American Football (IFAF) bzw. deren kontinentalem Ableger IFAF Europe in Kontakt. Für Länderspiele der IFAF-Wettbewerbe legt die ELF seit der Saison 2022 Spieltagspausen ein.

## Sponsoren
In der ersten Saison war Chio Hauptsponsor der Liga. Zur Saison 2022 wurde 28 Black als weiterer Hauptsponsor vorgestellt. Zur Saison 2023 war die Zeitfracht-Gruppe mit ihren Marken Leyseiffer und Adler aktiv. 2024 ist die garmo AG mit ihrer Marke GAZi Hauptsponsor. GAZi ist als Hersteller von Molkereiprodukten ist ebenfalls Namenssponsor des Stadions der Stuttgart Surge, dem GAZi-Stadion auf der Waldau, sowie des VfB Stuttgarts.
Die Euronics Deutschland ist für 2024 und 2025 Premium-Partner der Liga. Weitere Partner für die Saison 2024 sind Citizen Watch, Kentucky Fried Chicken, Endeavor Group Holdings, DefShop, Fanzone.io und SnackIt sowie die Bundeswehr als Career Partner.

## Eigentümer
Die ELF wird von der European League of Football GmbH mit Sitz in Hamburg betrieben. Die Gesellschaft wurde ursprünglich im Oktober 2020 in Hildesheim zu gleichen Teilen von Patrick Esume und Frank Meyer, Präsident und Investor der Hildesheim Invaders und der geplanten German Knights 1367 Niedersachsen gegründet. Im Januar 2021 schied Meyer aus und die SEH Sport Beteiligung GmbH übernahm 90 % der Anteile, der Sitz der Gesellschaft wurde nach Hamburg verlegt. Über eine Kapitalerhöhung wurde im Juli 2022 der Gesellschafterkreis der ELF um den Sportökonom Thomas Krohne (über die TKR Ventures), den Finanzinvestor Christian Binder und den Immobilienunternehmer Henry Berg (über die HB Immobilien GmbH) erweitert. Binder und Krohne standen auch hinter den Munich Ravens, einem der Expansionsteam 2023, Binder zog sich Ende 2023 zurück. Anfang 2024 beteiligte sich Dawid Mateusz Tarczyński über die Devils Wroclaw Sp.z.o.o, dem Besitzer der Panthers Wroclaw, an der European League of Football GmbH. Stand 15. Januar 2024 hielt die SEH Sport Beteiligung GmbH 80,7 % der Anteile, Esume 9,3 %, Krohne 4,0 %, Berg 3,6 %, Tarczyński 1,9 % und die CJFS GmbH von Steffan Agel 0,5 %. Im November 2024 übernahm die D2D4 GmbH von Klaus Meier 10 % der Anteile (9 % der SEH, 1 % von Esume).
Im Rahmen einer Kapitalerhöhung beteiligen sich die Investment-Unternehmen Goal Line Sports LLC (New York), 885 Capital Limited (Dubai) und Oakvale Ventures Limited LLC an der European League of Football GmbH.
Die SEH Sport Beteiligung GmbH ist eine hundertprozentige Tochter der SEH Sports & Entertainment Holding GmbH. Diese gehörte bis Februar 2024 zu jeweils 42,8 % Zeljko und Tomislav Karajica. Zum 1. März 2024 gab Tomislav Karajica seine Anteile ab, seitdem sind die ELAS Technologies Investment (Matthias Trinker und Torsten Vahrenkamp), die Invest AOT (Anke Tessner) und Axel Sven Springer  mit 12,61 %. Anteilseigner Die SEM Beteiligungs GmbH ist seit August 2022 beteiligt und erhöhte ihre Anteile zum 1. März 2024 auf 12,7 %. Weitere Minderheitsgesellschafter sind Thomas Ebeling (ehemaliger Vorstandsvorsitzende der ProSiebenSat.1 Media und Miteigentümer von Berlin Thunder) und Johannes Huth. Neben der ELF ist die SEH Sports & Entertainment unter anderem auch an den Fußballvereinen SK Austria Klagenfurt, FC Viktoria 1889 Berlin und HNK Šibenik sowie der Vermarktungsagentur More Than Sports beteiligt.